# Niemisvesi och Pemu
Niemisvesi och Pemu är en sjö i Finland. Den ligger i kommunen Etseri i landskapet Södra Österbotten, i den centrala delen av landet, 270 km norr om huvudstaden Helsingfors. Niemisvesi och Pemu ligger 168,3 meter över havet. Den är 29 meter djup. Arean är 14,62 kvadratkilometer och strandlinjen är 42,99 kilometer lång. Sjön  ingår i Kumo älvs huvudavrinningsområde.   I omgivningarna runt Niemisvesi och Pemu växer i huvudsak blandskog.
I övrigt finns följande i Niemisvesi och Pemu:
- Seikansaari (en ö)
- Pemunsaari (en ö)
- Raatikkasaari (en ö)